# Elise Caroline Destrée
 (mars 2018).
Elise Caroline Destrée ('Elisa'), épouse Bommer (Laeken 20 janvier 1832 – Bruxelles, 17 janvier 1910), est une botaniste et mycologue belge. Elle est l'épouse de Jean-Édouard Bommer (1829-1895), qui est également directeur du Jardin botanique de Bruxelles. 

## Biographie
Pendant son enfance, elle se rend fréquemment dans le jardin du Palais Royal de Laeken car son père travaille dans le jardin. Elle y découvre son amour pour les plantes et la nature. Elle apprend la langue anglaise grâce à une gouvernante du palais et cet apprentissage se rendra particulièrement utile par la suite. Après ses études secondaires dans un internat à Vilvoorde, elle souhaite suivre les enseignements du conservatoire de musique mais cela ne se réalise pas. Malgré cela, elle gardera toute sa vie un amour constant pour la musique. Plus tard, elle ouvre une boutique avec sa sœur à Vilvoorde ce qui mène à de nombreuses heures supplémentaires alors qu'elle ne rêve qu'à poursuivre ses études. 
Par la suite, elle continue à étudier seule la botanique à Bruxelles. Un ami médecin la met en contact avec Jean-Edouard Bommer, directeur de la Société Royale d'horticulture de Belgique à Meise. En 1863, elle épouse Bommer et le couple a deux fils. Elle poursuit ses recherches en botanique. À la demande de son mari, elle se concentre sur la mycologie. Elle remarque des inexactitudes concernant la systématique des champignons. Avec son amie Mariette Rousseau, elle publie les résultats scientifiques de sa recherche dans le journal de la Société Royale de Botanique de Belgique. 
Elle travaille pendant trente ans à l'élaboration d'une immense collection de champignons avec son amie Mariette Rousseau, en suivant un système établi. À partir de 1870, son époux devient professeur au Collège à Vilvorde, et à partir de 1872, professeur de botanique à l'ULB à Bruxelles-centre. Elle l'aide à réaliser des recherches en anglais. En 1895, elle devient veuve. Dans les dernières années de sa vie, elle se renferme sur elle-même mais se dédie au piano et à la lecture de poèmes. Elle décède à l'âge de 77 ans (1910).

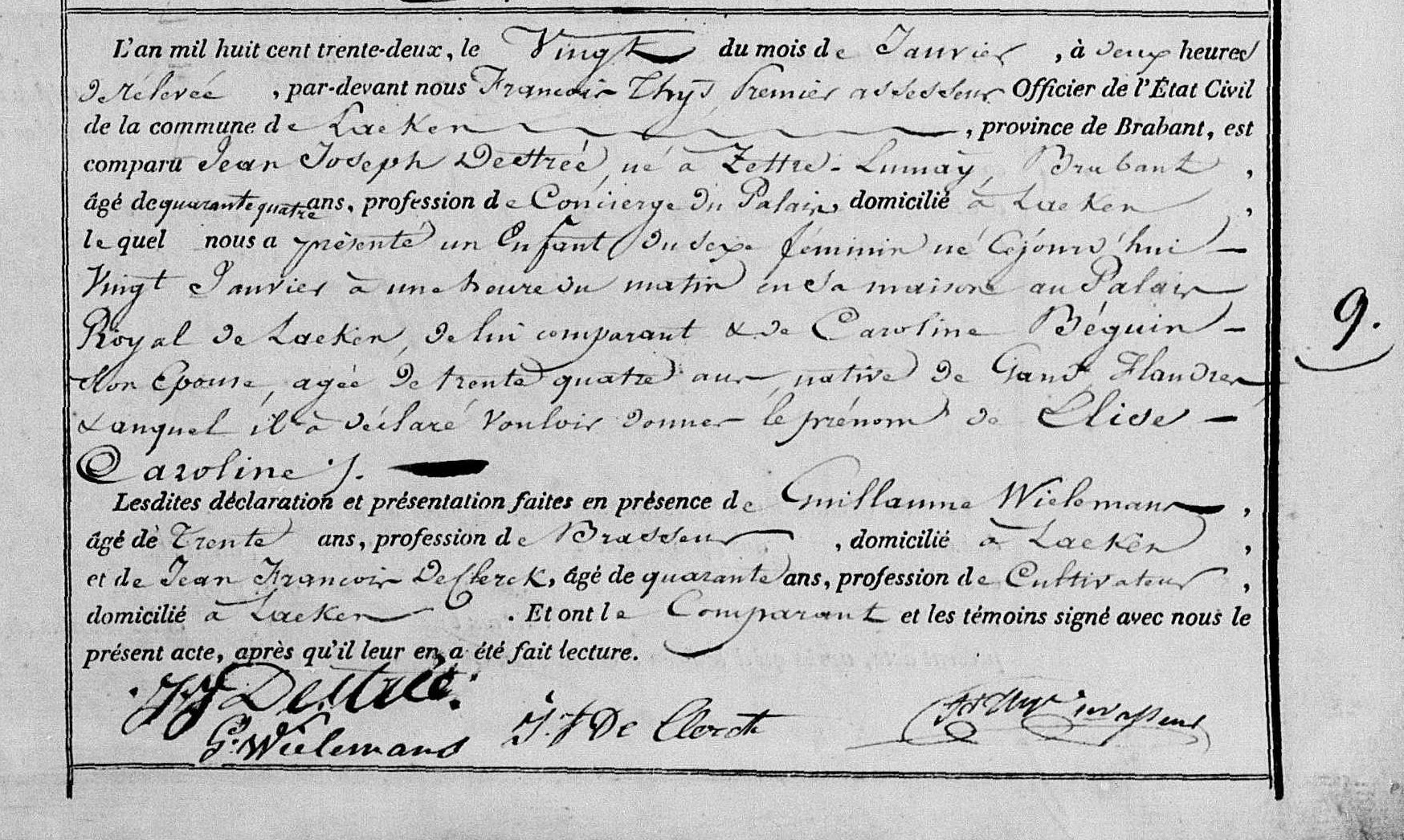
Acte de naissance

Dans son testament, elle fait don de sa collection pour les jardins botaniques Nationaux. Son amie Mariette Rousseau publie une nécrologie sur elle en 1910.

## Publications de la Société Royale de Botanique de Belgique
- Catalogue des champignons observés aux environs de Bruxelles (1879)
- Florule mycologique des environs de Bruxelles (1884)
- 3 publications sur les Contributions à la Flore cryptogamique (1886-1890)
- Primitiae Florae Costaricensis sur les champignons dans Costa Rica (1896)
- plusieurs publications sur une comparaison des champignons en Belgique (Fungi Belgici) et le Pôle sud (1896-1905), comme un résultat de la Zuidpoolexpeditie de la Belge Adrien de Gerlache de Gomery.